# Copa do Golfo
Copa do Golfo é uma designação utilizada para um torneio de futebol de seleções do Golfo Pérsico, disputado a cada dois anos. Esse nome também já foi utilizado para designar outro campeonato, chamado atualmente de GCC Champions League, envolvendo clubes dos mesmos países que disputam o torneio de seleções. Compreende em suas competições os clubes e seleções dos países do eixo-pérsico:
| - Arábia Saudita - Bahrein - Emirados Árabes Unidos - Iêmen | - Iraque - Kuwait - Omã - Catar |

O Iraque foi banido de 1990 a 2007 em função da Guerra do Golfo.
Os torneios são organizados pela Associação de Futebol da União Árabe (UAFA).

## Clubes
A primeira edição do torneio foi realizada no ano de 1982. Por vários anos foi um torneio realizado em apenas um país sede, porém a partir de 2004, com a reformuação do calendário das competições da AFC, a competição passou a ser disputada em partidas de ida e volta nos paises respectivos dos participantes.

### Campeões
| 1982    | Al-Arabi Kuwait    | Riffa              |
| 1983    | Al-Ittifaq         | Desconhecido.      |
| 1984    | Não houve disputa. | Não houve disputa. |
| 1985    | Al-Ahli            | Al-Arabi Kuwait    |
| 1986    | Al-Hilal           | Al-Arabi Doha      |
| 1987    | Kazma              | Al-Hilal           |
| 1988    | Al-Ittifaq         | Kazma              |
| 1989    | Fanja              | Muharraq           |
| 1990    | Não houve disputa. | Não houve disputa. |
| 1991    | Al-Sadd            | Sharjah            |
| 1992    | Al-Shabab Dubai    | Al-Hilal           |
| 1993    | Al-Shabab          | Al-Shabab Dubai    |
| 1994    | Al-Shabab          | Al-Arabi Kuwait    |
| 1995    | Kazma              | Desconhecido.      |
| 1996    | Al-Nassr           | Dhofar Salala      |
| 1997    | Al-Nassr           | Kazma              |
| 1998    | Al-Hilal           | Riffa              |
| 1999    | Al-Ittihad         | Al-Salmiya         |
| 2000    | Al-Qadisiya        | Al-Hilal           |
| 2001    | Al-Ain             | Al-Ittihad         |
| 2002    | Al-Ahli            | Muharraq           |
| 2003    | Al-Arabi Kuwait    | Muharraq           |
| 2004    | Não houve disputa. | Não houve disputa. |
| 2005    | Al-Qadisiya        | Al-Wasl            |
| 2006    | Al-Ittifaq         | Al-Qadisiya        |
| 2007    | Al-Jazira          | Al-Ittifaq         |
| 2008    | Al-Ahli            | Al-Nassr           |
| 2009-10 | Al Wasl            | Qatar SC           |
| 2011    | Al-Shabab          | Al-Ahli            |
| 2012    | Al-Muharraq        | Al Wasl            |
| 2012-13 | Baniyas            | Al-Khor            |
| 2013-14 | Al-Nassr           | Saham Club Omã     |
| 2014-15 | Al-Shabab          | Al-Shabab Seeb Omã |

### Títulos Por Clube
| Clube           | Títulos               | Vices                 |
| --------------- | --------------------- | --------------------- |
| Al-Ittifaq      | 3 (1988, 1999 e 2006) | 1 (2007)              |
| Al-Shabab       | 3 (1992, 2011 e 2015) | 1 (1993)              |
| Al-Ahli         | 3 (1985, 2002 e 2008) | 0                     |
| Al-Hilal        | 2 (1986 e 1998)       | 3 (1987, 1992 e 2000) |
| Al-Arabi Kuwait | 2 (1982 e 2003)       | 2 (1985 e 1994)       |
| Kazma           | 2 (1987 e 1995)       | 2 (1988 e 1997)       |
| Al-Qadisiya     | 2 (2000 e 2005)       | 1 (2006)              |
| Al-Nassr        | 2 (1996 e 1997 )      | 1 (2008)              |
| Al-Shabab       | 2 (1993 e 1994)       | 0                     |
| Al-Muharraq     | 1 (2012)              | 3 (1989, 2002 e 2003) |
| Al-Ittihad      | 1 (1999)              | 1 (2001)              |
| Al-Wasl         | 1 (2010)              | 2 (2005 e 2012)       |
| Baniyas         | 1 (2013)              | 0                     |
| Al-Nasr         | 1 (2014)              | 0                     |
| Al-Jazira       | 1 (2007)              | 0                     |
| Al-Ain          | 1 (2001)              | 0                     |
| Al-Sadd         | 1 (1991)              | 0                     |
| Fanja           | 1 (1989)              | 0                     |
| Riffa           | 0                     | 2 (1982 e 1998)       |
| Al-Khor         | 0                     | 1 (2013)              |
| Al-Samiya       | 0                     | 1 (1999)              |
| Dhofar Salala   | 0                     | 1 (1996)              |
| Sharjah         | 0                     | 1 (1991)              |
| Al-Ahli         | 0                     | 1 (2011)              |
| Al-Arabi Doha   | 0                     | 1 (1986)              |
| Qatar SC        | 0                     | 1 (2010)              |
| Saham Club      | 0                     | 1 (2014)              |
| Al-Shabab Seeb  | 0                     | 1 (2015)              |

### Títulos Por País
| País                   | Títulos | Vices |
| ---------------------- | ------- | ----- |
| Arábia Saudita         | 13      | 6     |
| Emirados Árabes Unidos | 8       | 5     |
| Kuwait                 | 6       | 6     |
| Bahrein                | 1       | 5     |
| Catar                  | 1       | 3     |
| Omã                    | 1       | 3     |

## Seleções
O torneio é disputado uma vez a cada 2 anos, em sedes diferentes.

### Campeões
| Ano           | Classificação Final    | Classificação Final    | Classificação Final    |
| Ano           | Campeão                | Vice                   | Sede                   |
| ------------- | ---------------------- | ---------------------- | ---------------------- |
| 1970          | Kuwait                 | Bahrein                | Bahrein                |
| 1972          | Kuwait                 | Arábia Saudita         | Arábia Saudita         |
| 1974          | Kuwait                 | Arábia Saudita         | Kuwait                 |
| 1976          | Kuwait                 | Iraque                 | Catar                  |
| 1979          | Iraque                 | Kuwait                 | Iraque                 |
| 1982          | Kuwait                 | Bahrein                | Emirados Árabes Unidos |
| 1984          | Iraque                 | Catar                  | Omã                    |
| 1986          | Kuwait                 | Emirados Árabes Unidos | Bahrein                |
| 1988          | Iraque                 | Emirados Árabes Unidos | Arábia Saudita         |
| 1990          | Kuwait                 | Catar                  | Kuwait                 |
| 1992          | Catar                  | Bahrein                | Catar                  |
| 1994          | Arábia Saudita         | Emirados Árabes Unidos | Emirados Árabes Unidos |
| 1996          | Kuwait                 | Catar                  | Omã                    |
| 1998          | Kuwait                 | Arábia Saudita         | Bahrein                |
| 2000          | Cancelado              | Cancelado              | Cancelado              |
| 2002          | Arábia Saudita         | Catar                  | Arábia Saudita         |
| 2003          | Catar                  | Omã                    | Catar                  |
| 2004          | Arábia Saudita         | Bahrein                | Kuwait                 |
| 2007          | Emirados Árabes Unidos | Omã                    | Emirados Árabes Unidos |
| 2009          | Omã                    | Arábia Saudita         | Omã                    |
| 2010          | Kuwait                 | Arábia Saudita         | Iêmen                  |
| 2013          | Emirados Árabes Unidos | Iraque                 | Bahrein                |
| 2014          | Catar                  | Arábia Saudita         | Arábia Saudita         |
| 2017 Detalhes | Omã                    | Emirados Árabes Unidos | Kuwait                 |
| 2019 Detalhes | Bahrein                | Arábia Saudita         | Catar                  |
| 2023 Detalhes | Iraque                 | Omã                    | Iraque                 |
| 2024 Detalhes | Bahrein                | Omã                    | Kuwait                 |

### Títulos Por País
| País                   | Títulos | Vices |
| ---------------------- | ------- | ----- |
| Kuwait                 | 10      | 1     |
| Iraque                 | 4       | 2     |
| Arábia Saudita         | 3       | 7     |
| Catar                  | 3       | 4     |
| Emirados Árabes Unidos | 2       | 4     |
| Bahrein                | 2       | 4     |
| Omã                    | 2       | 4     |